# Новиков, Сергей Валентинович
Серге́й Валенти́нович Но́виков (бел. Сяргей Валянцінавіч Новікаў; род. 27 апреля 1979, Чаусы, Могилёвская область) — белорусский биатлонист, серебряный призёр Олимпийских игр 2010 года в индивидуальной гонке, трёхкратный чемпион зимних Универсиад, двукратный чемпион Европы. Завершил карьеру 15 марта 2014 года.
Занимается биатлоном с 1991 года. Точность стрельбы по данным за 2009/10 — 91 %. Живёт в Могилёве. Заслуженный мастер спорта Республики Беларусь (2010). Начальник управления спорта и туризма Могилёвское облисполкома.

## Достижения
- Чемпионаты мира:
  - 4-е место, эстафета — 2005
  - Серебряная медаль, смешанная эстафета — 2008
- Участник Олимпийских игр 2006 года.
- Олимпийские игры 2010 (Ванкувер):
  - 2-е место, индивидуальная гонка 20 км

## Общий зачёт кубка мира
- 2002—2003 — 60-е место (26 очков)
- 2003—2004 — 74-е место (7 очков)
- 2004—2005 — 61-е место (37 очков)
- 2005—2006 — 44-е место (79 очков)
- 2006—2007 — 57-е место (33 очка)
- 2007—2008 — 50-е место (58 очков)
- 2008—2009 — 42-е место (182 очка)
- 2009—2010 — 26-е место (346 очков)
- 2010—2011 — 86-е место (27 очков)
- 2011—2012 — 51-е место (105 очков)
- 2012—2013 — 75-е место (26 очков)
- 2013—2014 — 90-е место (10 очков)